# زمین‌لرزه ۱۲۸۷ بروجرد
در ۳ بهمن ۱۲۸۷ شمسی، یکی از بزرگترین زمین لرزههای ثبت شده ایران، دشت سیلاخور در جنوب شهرستان بروجرد امروزی را لرزاند. زمین لرزه ۱۲۸۷ بروجرد که با نام زمین لرزه سیلاخور نیز شناخته می‌شود، بزرگای ۷.۳ ریشتر داشته‌است.